# Distretto di Bumbuli
Il distretto di Bumbuli è un distretto della Tanzania situato nella regione di Tanga. È suddiviso in 18 circoscrizioni (wards) e conta una popolazione di 159 373 abitanti (censimento 2022).

## Suddivisione amministrativa
Il distretto è diviso nelle seguenti circoscrizioni (wards), tra parentesi gli abitanti (censimento 2022):
1. Baga (8 777)
2. Bumbuli (9 917)
3. Dule B (7 949)
4. Funta (9 341)
5. Kisiwani (6 504)
6. Kwemkomole (4 608)
7. Mahezangulu (8 683)
8. Mamba (11 049)
9. Mayo (5 187)
10. Mbuzii (6 213)
11. Mgwashi (13 450)
12. Milingano (8 749)
13. Mponde (10 205)
14. Nkongoi (10 280)
15. Soni (13 747)
16. Tamota (7 951)
17. Usambara (5 353)
18. Vuga (11 410)